# Starfire (DC Comics)
Starfire is de naam van drie superhelden uit de strips van DC Comics.

## Biografie

### Red Star
De eerste held met de naam Starfire was Leonid Kovar, een Russische superheld. Hij maakte zijn debuut in Teen Titans #18 (November 1968) en werd bedacht door Len Wein en Marv Wolfman. Hij veranderde niet veel later zijn naam in Red Star.

### Sornaii Champion
De tweede held met de naam Starfire was Sornaii Champion, een vrouw wier avonturen zich afspeelden op een vreemde buitenaardse wereld. Ze maakte haar debuut in Starfire #1 (Augustus 1976), en werd bedacht door David Michelinie en Mike Vosburg. Ze was de eerste DC Comics heldin die haar eigen stripserie kreeg sinds Supergirl in 1972. De serie liep slechts 8 delen.
Sornaii kwam van een andere planeet. Haar wereld was lange tijd terug betrokken bij een burgeroorlog tussen de krijger-priesters en de lightning lords. Sornaii behoorde tot de krijger-priesters, en werd op haar 18e getraind in de vele gevechtsvormen die elke krijger-priester kende: zwaardvechten, boogschieten en spoorzoeken.

### Koriand'r
De derde Starfire is Koriand'r, een prinses van de planeet Tamaran. Ze maakte haar debuut in DC Comics Presents #26 in 1980. Ze was een van de oprichters van de New Teen Titans, en bleef ook bij veel Titans teams die hierop volgden. Ze kwam naar de aarde na bijna te zijn gedood door haar zus Komand'r en te zijn ontvoerd door de Psions.

## Krachten en vaardigheden
- Net als alle Tamareanen absorbeert Starfire’s lichaam continu ultraviolette straling, en zet deze om in energie waarmee ze kan vliegen.
- Door experimenten die de Psions met haar hadden gedaan kan ze deze energie nu ook afvuren in de vorm van destructieve stralen genaamd “Starbolts”.
- Ze kan andere talen leren door fysiek contact te maken met iemand.
- Ze beschikt over bovenmenselijke kracht. Hoewel ze niet zo sterk is als Wonder Woman of Supergirl, is ze toch significant sterker dan een normaal mens.
- Ze is zeer bedreven in gewapende en ongewapende gevechten.

## In andere media
- Starfire is een van de hoofdpersonages uit de live-actionserie Titans uit 2018, hierin wordt ze gespeeld door Anna Diop.
- Starfire was een vast personage in de Teen Titans animatieserie. In deze serie was ze jonger dan in de strips, en werd haar achtergrond aangepast. Haar stem werd gedaan door Hynden Walch. Net als in de strips kwam Starfire in de serie van de planeet Tamaran.